# University of Mindanao
Die University of Mindanao (UM), (Filipino: Unibersidad ng Mindanaw) ist eine private Universität auf den Philippinen, die als eine bedeutende Bildungseinrichtung auf den Philippinen und in der Verwaltungsregion Davao-Region gilt. Im zweiten Semester 2007 schrieben sich 29.765 Studenten an der Universität ein. Ihr Hauptsitz ist der Matina Campus an der Bolton Street in Davao City. Andere  Standorte liegen unter anderem in den Gemeinden Digos, Tagum und Cotabato City.

## Fakultäten
Die University of Mindanao beherbergt neun verschiedene Fakultäten, die in Hochschul- und Fachschulbereiche, sowie in der Berufsausbildung in Colleges gegliedert sind. Dies sind das College of Business Administration Education, das College of Engineering Education, das College of Accounting Education, das College of Law Education, das College of Architecture and Fine Arts Education, das College of Nursing Education, das College of Arts and Sciences Education, das College of Teacher Education und das College of Criminal Justice Education.

## Geschichte
Die Vorgeschichte der Universität begann am 27. Juli 1947, als die Mindanao Colleges gegründet wurden. Im ersten Schuljahr wurden 381 Schüler von 13 Lehrern unterrichtet. Ende der 1940er und in den 1950er Jahren wurden die Außenstellen in Digos City, Bangoy, Peñaplata, Tagum City (1950), Guianga (1952), Ilang-Tibungco (1951), Panabo (1951), Bansalan (1962), Cotabato (1959) und Toril gegründet. Am 21. Dezember 1966 wurde dem College der Status einer Universität zuerkannt. Die Universität ist seit den 1970er Jahren mit der John Dewey International University Consortium of America, New York City, und dem Fongchia College of Engineering and Business of Taipei, Taiwan vernetzt.